# ألكسندرا فاولر (كاتبة)
ألكسندرا فاولر (بالإنجليزية: Alexandra Fuller) هي صحفية وكاتِبة بريطانية، ولدت في 1969 في غلوسوب ‏ في المملكة المتحدة.